# Роздольє (Білозерський район)
Роздо́льє (рос. Раздолье) — присілок у складі Білозерського району Курганської області, Росія. Входить до складу Нижньотобольної сільської ради.
Населення — 40 осіб (2010, 48 у 2002).